# Vorstengraf (Hassleben)
Het Vorstengraf Hassleben is een grafheuvel uit de tijd van het late Romeinse Keizerrijk. De grafheuvel ligt in Haßleben in Duitsland. 
Het vorstengraf werd in 1913 ontdekt. In een 3 meter diepe kuil werden de resten van een 30 tot 40-jarige vrouw ontdekt. Dit vorstengraf wordt daarom ook wel Fürstinnengrab (Vorstinnengraf) genoemd. Door de rijke grafgiften wordt verondersteld dat het om een belangrijke persoon, bijvoorbeeld een prinses of vorstin, gaat.
Het vorstengraf lag in een omgeving met meerdere graven, misschien gaat het hier om dienaressen van de vorstin. Als grafgiften werden onder andere kostbare juwelen van goud en zilver, Romeins glas en metalen vaten meegegeven. De vondst overtrof alles wat tot dan toe bekend was, zo'n honderd jaar lang was dit het belangrijkste Germaanse graf wat ontdekt was in Duitsland.
Door deze rijke vondsten werd de Haßlebener Kultur of ook wel Haßleben-Leuna-Gruppe (in Leuna werd al in 1834 een rijk graf gevonden) een archeologisch begrip. De indrukwekkende vondsten worden gepresenteerd in het Museum für Ur- und Frühgeschichte Thüringens in Thüringen. Er zijn nog meer vondsten uit Duitsland en Polen toegekend aan de Haßleben-Leuna-Gruppe, onderzoekers stellen dat het om de elite van de Sueben gaat.